# Liste des peuples celtes de Suisse
Différents peuples celtiques ont vécu sur le territoire de la Suisse actuelle :
- Helvètes : sur le Plateau suisse, soit le territoire qui s'étend du Jura aux Alpes et du Rhin au lac Léman, de Genève (rive droite du Rhône) au lac de Constance. Les Helvètes étaient composés de quatre pagi : les Verbigènes, les Tigurins, les Ambrons et les Tugènes.
- Rauraques : Région de Bâle et partie de l’Alsace, du canton du Jura, Jura bernois et soleurois.
- Séquanes : nord du canton de Neuchâtel et du Jura (jusqu'aux crêtes du Jura - les Séquanes habitent la Franche-Comté, Besançon). Avant l’arrivée des Helvètes, les Séquanes débordaient sur le Plateau suisse.
- Nantuates : Chablais vaudois et valaisan (jusqu'à Saint-Maurice)
- Véragres ou Octodurenses : Valais (région de Martigny)
- Sédunes : Valais (région de Sion)
- Ubères : Valais (région de Brigue, Simplon)
- Lépontiens : tribus celtiques rattachées aux Insubres et aux Orumbovies, au sud du Tessin et dans la vallée de Binn
- Allobroges : Genève (rive gauche du Rhône), Savoie
- Rhètes : vallées des Grisons et région de Saint-Gall; le caractère celtique de ce peuple est controversé.